# Sorin Paraschiv
Sorin Ioan Paraschiv (Alexandria, 17 giugno 1981) è un ex calciatore rumeno, che giocava come centrocampista, tecnico dell'Acad. Clinceni.

## Carriera

### Club
Nato ad Alexandria passa subito alle giovanili della Steaua Bucarest, arrivando presto in prima squadra esordendo nel campionato 1999-2000 contro l'Extensiv Craiova. Da qui in avanti sarà un punto fermo della squadra e ne diventerà una bandiera assieme al capitano Mirel Rădoi. Con il club rumeno ha disputato la Champions League vestendo la fascia di capitano, che indossò anche in occasione della sfida contro il Real Madrid nella fase a gironi. Con la maglia della Steaua ha collezionato complessivamente 168 presenze e 12 gol in campionato.
Nell'estate 2007 tenta l'avventura italiana, accettando l'offerta del Rimini, militante nel campionato di serie B. Rimane in Italia due anni, a volte partendo però dalla panchina. Al termine della stagione 2008-09 la squadra retrocede dopo i playout contro l'Ancona e Paraschiv fa ritorno in patria firmando un contratto con l'Unirea Urziceni, squadra detentrice dello scudetto rumeno con cui disputa anche la Champions League 2009-10.
Nel 2010 passa agli ucraini del Volyn Lutsk, con cui gioca 11 partite. Ancora più breve fu la successiva parentesi in Liga II al Farul Costanza, con solamente due gare all'attivo disputate nel mese di aprile 2012.
Per la stagione 2012-2013 si è accordato con il Concordia Chiajna in Liga I. Al termine della stagione si è ritirato.

### Nazionale
Paraschiv ha esordito in Nazionale nel 2004, in occasione dell'incontro contro l'Andorra valevole per le qualificazioni ai Mondiali di Germania 2006. È inoltre sceso in campo contro le nazionali di Armenia, Costa d'Avorio e Nigeria.

## Statistiche

### Cronologia presenze e reti in Nazionale
| Cronologia completa delle presenze e delle reti in nazionale ― Romania | Cronologia completa delle presenze e delle reti in nazionale ― Romania | Cronologia completa delle presenze e delle reti in nazionale ― Romania | Cronologia completa delle presenze e delle reti in nazionale ― Romania | Cronologia completa delle presenze e delle reti in nazionale ― Romania | Cronologia completa delle presenze e delle reti in nazionale ― Romania | Cronologia completa delle presenze e delle reti in nazionale ― Romania | Cronologia completa delle presenze e delle reti in nazionale ― Romania |
| Data                                                                   | Città                                                                  | In casa                                                                | Risultato                                                              | Ospiti                                                                 | Competizione                                                           | Reti                                                                   | Note                                                                   |
| ---------------------------------------------------------------------- | ---------------------------------------------------------------------- | ---------------------------------------------------------------------- | ---------------------------------------------------------------------- | ---------------------------------------------------------------------- | ---------------------------------------------------------------------- | ---------------------------------------------------------------------- | ---------------------------------------------------------------------- |
| 8-9-2004                                                               | Andorra La Vella                                                       | Andorra                                                                | 1 – 5                                                                  | Romania                                                                | Qual. Mondiali 2006                                                    | -                                                                      | 83’                                                                    |
| 17-11-2004                                                             | Erevan                                                                 | Armenia                                                                | 1 – 1                                                                  | Romania                                                                | Qual. Mondiali 2006                                                    | -                                                                      | 76’                                                                    |
| 12-11-2005                                                             | Le Mans                                                                | Romania                                                                | 1 – 2                                                                  | Costa d'Avorio                                                         | Amichevole                                                             | -                                                                      | 55’                                                                    |
| 16-11-2005                                                             | Bucarest                                                               | Romania                                                                | 3 – 0                                                                  | Nigeria                                                                | Amichevole                                                             | -                                                                      | 46’                                                                    |
| Totale                                                                 |                                                                        | Presenze                                                               | 4                                                                      |                                                                        | Reti                                                                   | 0                                                                      |                                                                        |

## Palmarès
- Campionati rumeni: 3

Steaua Bucarest: 2000-01, 2004-05, 2005-06
- Supercoppe rumene: 2

Steaua Bucarest: 2001, 2006